# Acomys spinosissimus
Acomys spinosissimus és una espècie de mamífer rosegador de la família dels múrids. Viu a altituds de fins a 1.800 msnm a Botswana, la República Democràtica del Congo, Malawi, Moçambic, Sud-àfrica, Tanzània, Zàmbia i Zimbàbue. Es tracta d'un animal insectívor. El seu hàbitat natural són els afloraments rocosos situats als boscos de sabana. És una espècie en risc mínim, és a dir, no sembla que hi hagi cap amenaça significativa per a la seva supervivència.